# Jerzy Hołubiec
Jerzy Wiesław Hołubiec (ur. 18 lipca 1932 w Garwolinie, zm. 23 kwietnia 2012 w Warszawie) – profesor nauk technicznych o specjalności organizacja i zarządzanie, informatyka oraz energetyka.

## Życiorys
Ukończył studia na Politechnice Warszawskiej w 1957.  Tytuł profesorski w dziedzinie nauk technicznych otrzymał w 1987.
Zajmował się takimi zagadnieniami jak analiza systemowa, sztuczna inteligencja, decyzje grupowe, badania operacyjne i  historia oświetlenia.
W czasie jego pracy naukowej zajmował różnorodne stanowiska w takich instytucjach jak Instytut Badań Systemowych PAN, Mazowiecka Wyższa Szkoła Humanistyczno-Pedagogiczna w Łowiczu, Katolicki Uniwersytet Lubelski Jana Pawła II, Wyższa Szkoła Informatyki Stosowanej i Zarządzania.
Był kolekcjonerem i ekspertem w dziedzinie historii lamp i świeczników. Pochowany został na cmentarzu ewangelicko-reformowanym w Warszawie (kwatera U-1-8).

## Książki
- Polskie lampy i świeczniki, Ossolineum, 1990